# Karel Eduard Stuart

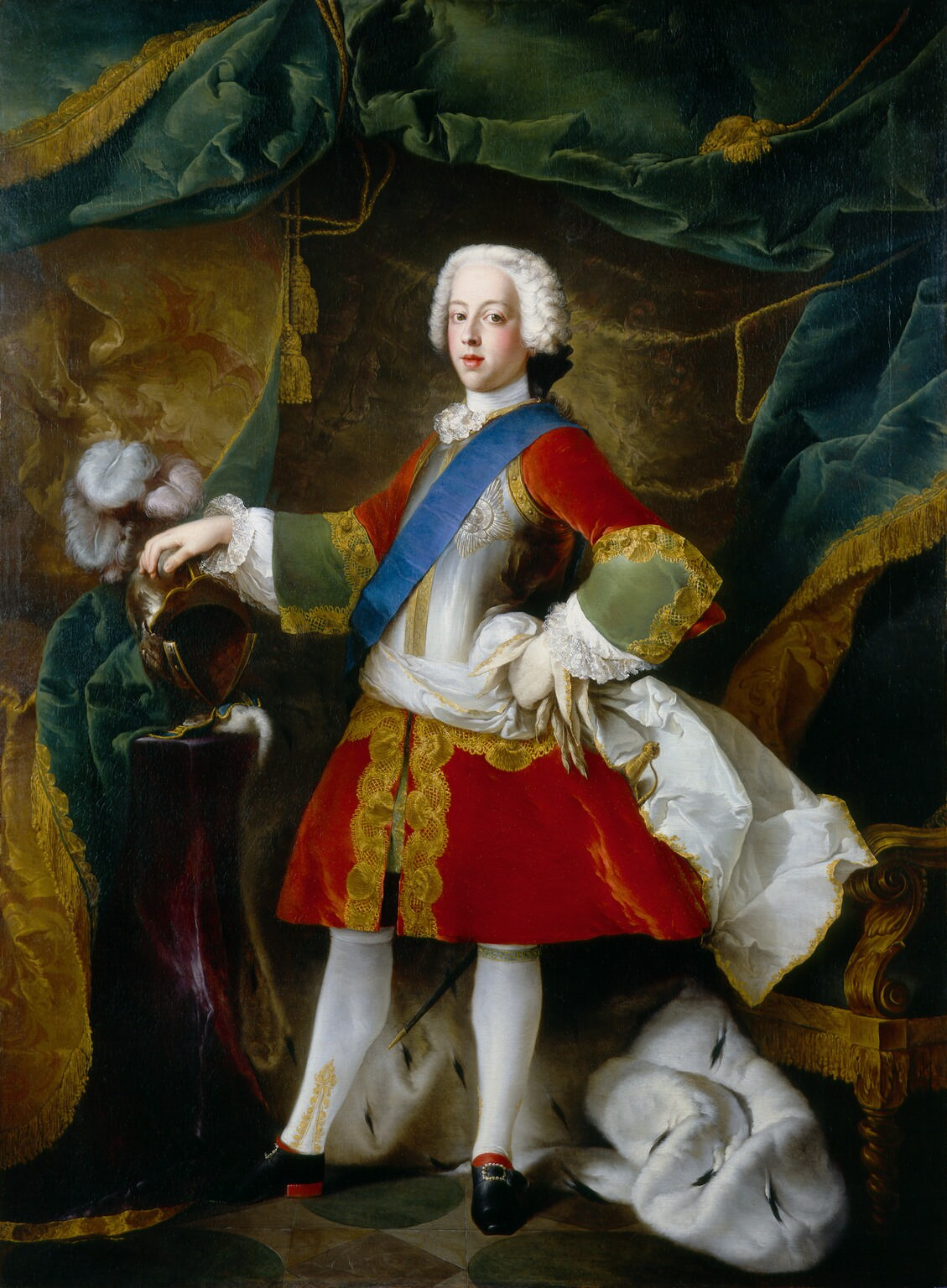
Prins Karel Eduard Stuart (1720-1788)

Karel Eduard Lodewijk Filips Casimir Stuart (Rome, 31 december 1720 - aldaar, 31 januari 1788), vaak Bonnie Prince Charlie of The Young Pretender genoemd, was een troonpretendent van het Verenigd Koninkrijk. Door zijn volgelingen, de jacobieten, werd hij koning Karel III genoemd.

## Aanloop
Karels grootvader Jacobus II van Engeland werd afgezet ten voordele van de protestantse tak van het Huis Stuart en Willem III van Oranje.
Karel werd geboren in 1720 in Rome als eerste zoon van Jacobus Frans Eduard Stuart, die ook wel als de "Old Pretender" bekendstaat, en Maria Clementina Sobieska. Na de dood van zijn vader in 1766 riep hij zichzelf uit tot koning Karel III.

## Tweede Jacobitische Opstand

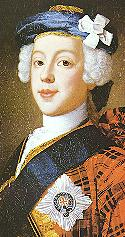
Karel Eduard Stuart

Nadat zijn vader in 1715 al een vergeefse greep naar de Britse troon had gedaan, werd Karel in 1745 door de Franse regering vanuit Rome uitgenodigd om met Franse steun een revolte in het Verenigd Koninkrijk tegen de Hannovers te beginnen.
De opstand ging niet zonder slag of stoot van start, en Karel landde met slechts zeven metgezellen in Eriskay (Buiten-Hebriden). Daar begon hij aan het verzamelen van een leger, waarna hij met 1250 man van start zou gaan in Glenfinnan op 19 augustus 1745. Vervolgens groeide het leger langzaam verder aan tot 6000 man, hetgeen echter wel wat krap was voor een serieuze greep naar de macht. Weliswaar was George II nogal impopulair, maar veel protestanten koesterden een diep wantrouwen tegen de katholieke tak van de Stuarts. Toch had de naam van "Stuart" genoeg aantrekkingskracht onder de Highlanders om een legermacht bijeen te brengen. Karel eiste officieel de troon op in naam van zijn vader, die nog in leven was en dus voor de Jacobieten nog steeds als de rechtmatige troonpretendent gold. Met zijn kleine legermacht vormde Karel niettemin een ernstige bedreiging voor de Hannoveraanse dynastie.
Het Britse leger was namelijk grotendeels op expeditie in de Oostenrijkse Nederlanden en beschikte in Schotland slechts over een leger van 4000 man onder John Cope, dat door Karel verslagen werd in de Slag bij Prestonpans. Karel slaagde erin Edinburgh te bezetten, maar daar wachtte hij eerst ruim een maand voordat hij zijn doldrieste aanval op Engeland deed. Met zijn kleine leger glipte hij tussen twee legers door, die hem in Noord-Engeland probeerden tegen te houden, en drong zelfs door tot Derby, hetgeen grote paniek veroorzaakte in Londen. Het was toen een kwestie van alles of niets. Op dat kritieke moment durfde Karel de aanval op Londen evenwel niet aan en trok hij zich met zijn leger weer terug in Schotland. In de Schotse Hooglanden werden de jakobieten uiteindelijk verslagen in de Slag bij Culloden op 16 april 1746.

## Nasleep
Een Schotse jongedame, Flora MacDonald, hielp hem om - als een van haar dienstmeisjes vermomd - uit Schotland te ontsnappen naar Frankrijk, waar hij verder niets van politiek belang meer verrichtte. De opstand van 1745 was de laatste maal dat de jakobieten probeerden de macht te grijpen; na 1745 werd het jakobitisme langzaam een onbetekenende factor in de Britse politiek.
Vervolgens zou Karel vele jaren doorbrengen in Rome, waar hij aan de drank raakte.
Toen Jacobus Frans Eduard Stuart stierf in 1766, werd Karel de officiële troonpretendent. Maar in tegenstelling tot zijn vader, werd hij niet meer erkend als de rechtmatige koning van Engeland door paus Clemens XIII, noch door de koning van Frankrijk.
In 1774 vestigde hij zich met zijn vrouw Louise van Stolberg-Gedern in Florence, waar zij de titel graaf en gravin van Albany gebruikten.
Karel stierf in 1788 te Rome. Als troonpretendent werd hij opgevolgd door zijn broer Hendrik Benedictus Stuart, die de laatste zou zijn om openlijk de troon op te eisen.

## Huwelijk en kinderen
Karel was tweemaal getrouwd. Eerst huwde hij op 14 april 1772 in Macerata met prinses Louise van Stolberg-Gedern (1752-1824), de dochter van Gustaaf Adolf van Stolberg-Gedern en Elisabeth Philippine Claude van Horn (1733-1826). Dit huwelijk hield twaalf jaar stand en in 1784 scheidden zij.
In december 1785 huwde hij met Margarette O'Dea d'Audibert de Lussan, gravin van Massillan (1749-1820). Beide huwelijken bleven kinderloos.
Karel had wel twee onwettige kinderen:
- Charles Stuart of Airdroch (1748-1820), verwekt bij Marie Louise de La Tour d’Auvergne.
- Charlotte Stuart (1753-1789), hertogin van Albany, verwekt bij Clementina Walkinshaw (1720-1802).

## Culturele erfenis
- De vlucht van Karel naar het eiland Skye, in 1745, wordt bezongen in The Skye Boat Song, waarvan de tekst dateert uit ongeveer 1860.
- De verbanning van Bonnie Prince Charlie was misschien de inspiratie van het lied My Bonnie Lies over the Ocean.[bron?]